# U-1056
Unterseeboot 1056 foi um submarino alemão do Tipo VIIC, pertencente a Kriegsmarine que atuou durante a Segunda Guerra Mundial.

## Comandantes
| Comandante            | Data                                   |
| --------------------- | -------------------------------------- |
| Oblt. Rudolf Schwarz  | 29 de abril de 1944 - dezembro de 1944 |
| Oblt. Gustav Schröder | janeiro de 1945 - 5 de maio de 1945    |

## Subordinação
Durante o seu tempo de serviço, esteve subordinado às seguintes flotilhas:
| Período                                 | Flotilha                                |
| --------------------------------------- | --------------------------------------- |
| 29 de abril de 1944 - 5 de maio de 1945 | 5. Unterseebootsflottille (treinamento) |